# کفه نمکی بردسکن
کفه نمکی بردسکن یا کویر نمک بجستان با نام علمی پالایا یکی از میراث‌های طبیعی ایران در شهرستان بردسکن، شهرستان بجستان و شهرستان بشرویه است که در گذشته به شکل سنتی و به عنوان معدن نمک بهره‌برداری می‌شده، همچنین در چرم‌سازی و سالامبور (دباغی پوست) مورد استفاده قرار می‌گرفته است. پالایا در پست‌ترین مناطق بعضی از حوضه‌های آبریز دشت‌های مسطحی با مشخصات ویژه تشکیل می‌شود که عمدتاً در مناطق خشک و به نسبت گرم و کم‌باران قرار گرفته‌اند و اغلب توسط نهشته‌های دریاچه‌ای و تناوب لایه‌های رس، سیلت و نمک پوشیده می‌شود. این کفه نمکی همهٔ رودخانه‌های این منطقه از جمله رودخانه حصار، رودخانه خارزنج، رودخانه درونه، رودخانه سنگ نصوح، رودخانه شش‌طراز، رودخانه نابای، کال شور بشرویه، کال شور تربت حیدریه و کال سالار به این کویر منتهی می‌شوند. این کفه نمکی به صورت دریاچه فصلی می‌باشد که در بعضی سال‌ها بسیار پرآب می‌شود. چه در حالت خشک و نمکی و چه دریاچه‌ای بودن این پلایا مقصد گردشگران زیادی می‌باشد. از کفه نمکی بردسکن سالانه مقدار زیادی نمک خوراکی برداشت می‌شود که دارای خلوص بالایی نیز هست. ارتفاع پست‌ترین نقطه این دریاچه از سطح آب‌های آزاد ۷۶۹ متر می‌باشد و وسعتی بیش از ۸ هزار هکتار دارد.

## موقعیت جغرافیایی
منطقه طبیعی کفه نمک در جنوب شهرستان بردسکن و در ۱۲ کیلومتری جنوب روستای رحمانیه در بخش شهرآباد قرار دارد این پهنه نمکی از سطح دریاهای آزاد ۸۰۵ متر ارتفاع دارد و با وسعت تقریبی ۷۸۸۸ هکتار متعلق به دوران سوم (کرتاسه) و چهارم (آئوسن) زمین‌شناسی است که با جهتی شمال شرقی ـ جنوب غربی در جنوب شهرستان بردسکن واقع شده و به‌طور کلی اتفاقات زمین‌شناسی منطقه موجب پدید آمدن چشم‌اندازی زیبا از طبیعت بیابانی ـ کویری و رسوبات تبخیری نمکی شده است.

## اقلیم
این منطقه دشتی هموار است که در آن پستی و بلندی خاصی مشاهده نمی‌شود و از نظر اقلیمی در ناحیه گرم و خشک بیابانی قرار گرفته، تعداد ماه‌های خشک آن ۷ ماه و حدود ۹۵ روز در سال یخبندان است.

## گونه‌های گیاهی
هرچند که در این کفه نمکی امکان رشد گیاهان وجود ندارد، اما در حاشیه‌های این زیستگاه کویری گونه‌های گیاهی شورپسند از جمله سالسولا، سالیکورنیکم، گز، آتریپلکس رشد می‌کنند و همچنین گونه‌های مختلفی از پرندگان دیده می‌شوند.

## ویژگی‌ها
جلوه‌های زیبای بلورهای نمک در حال شکل‌گیری، تراکم ساختاری بلورهای نمک بر روی شنزارها، ایجاد چاله‌های نمکی و حوضچه‌های آب حاصل از تعریق خاک از دیگر ویژگی‌های منحصر به فرد این زیستگاه طبیعی است و آن را در کشور و منطقه به یک زیستگاه منحصر به فرد تبدیل کرده است.

## ثبت ملی
طبیعت زیبا و منحصر به فرد کفه نمکی بردسکن در ۸ دی ۱۳۹۰ به عنوان نخستین اثر طبیعی از استان خراسان رضوی در فهرست آثار طبیعی ایران با شماره ۱۵۷ به ثبت رسید.

## نگارخانه

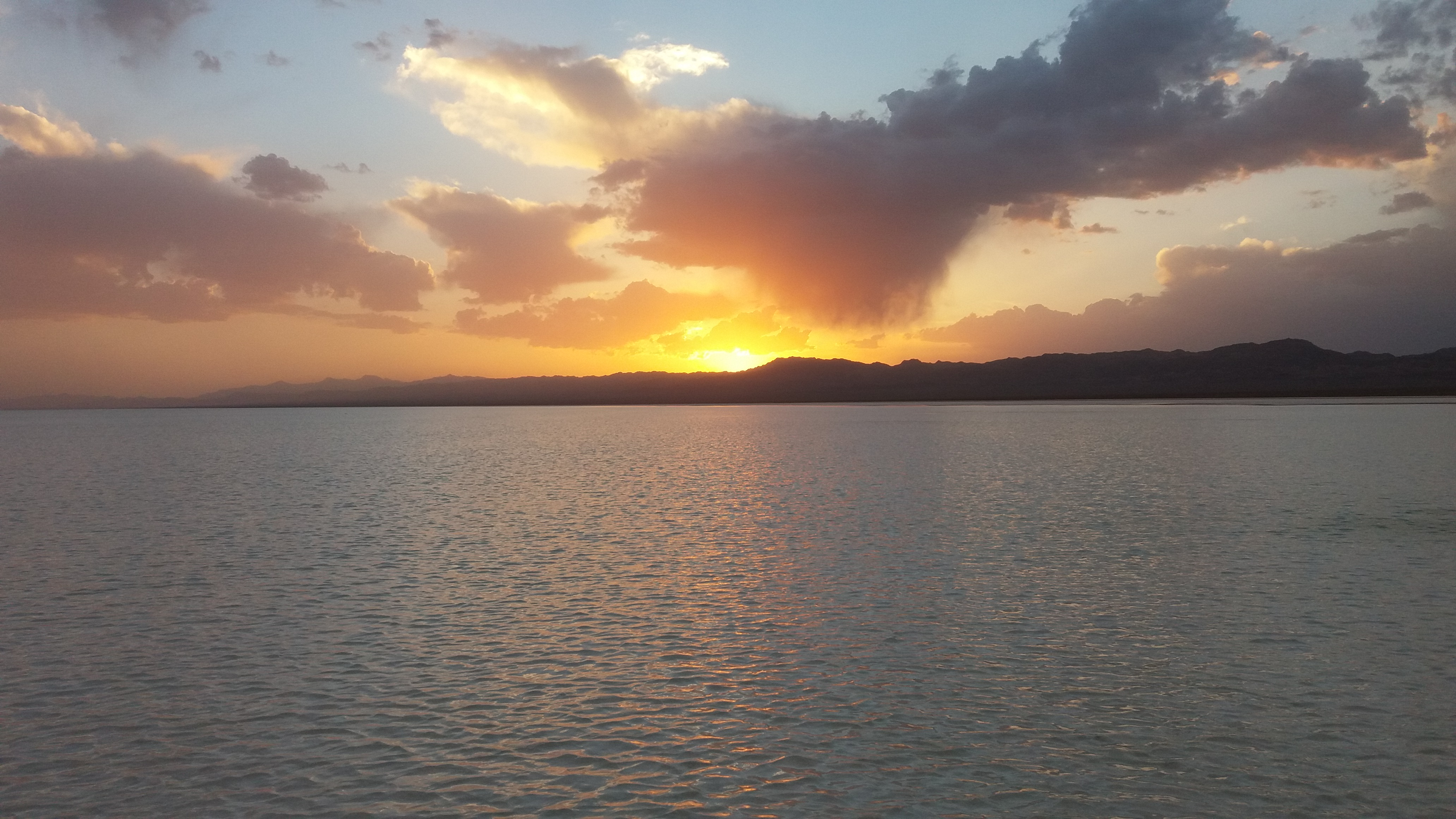
چشم‌انداز کفه نمکی بردسکن
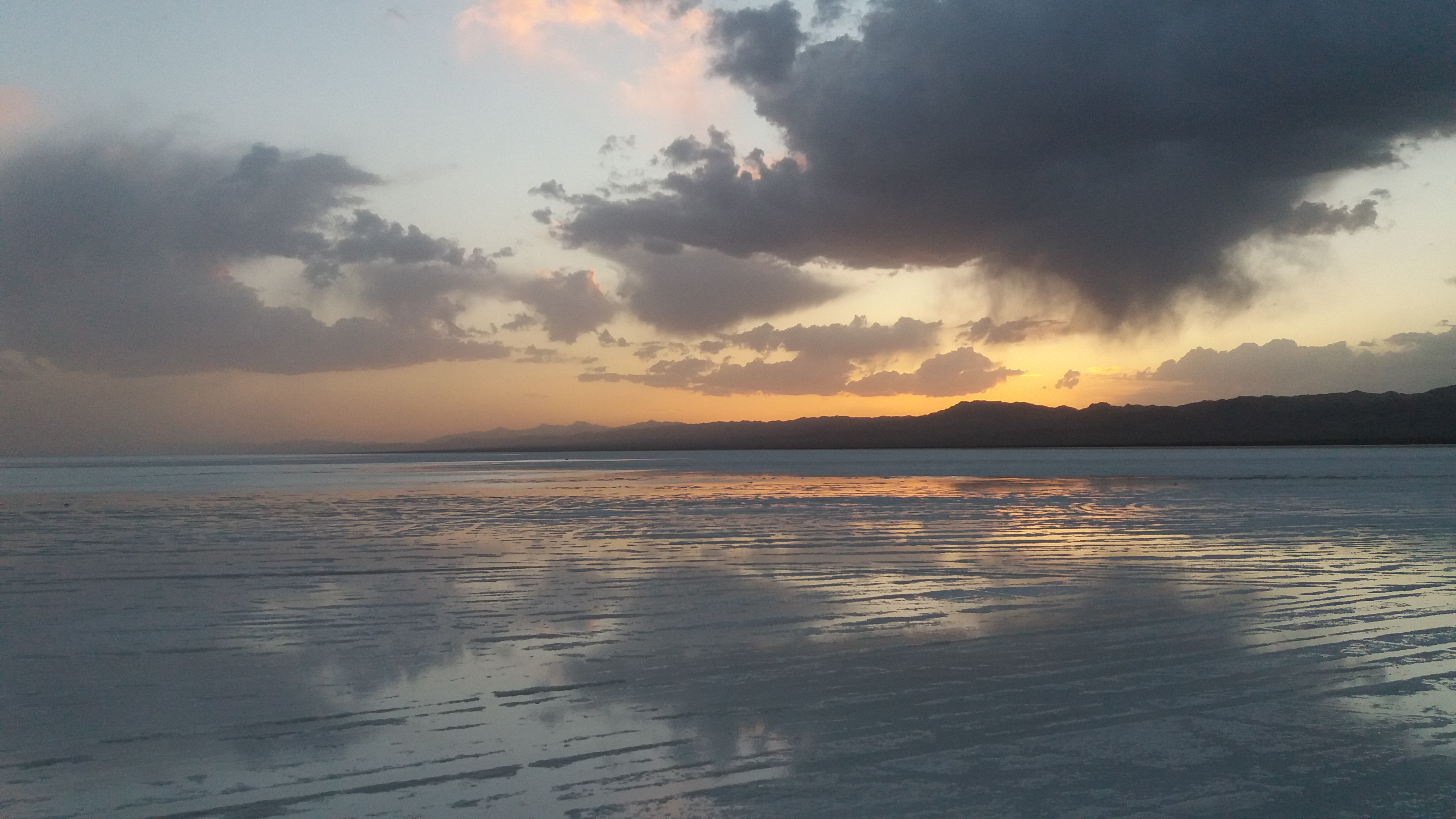
چشم‌انداز کفه نمکی بردسکن
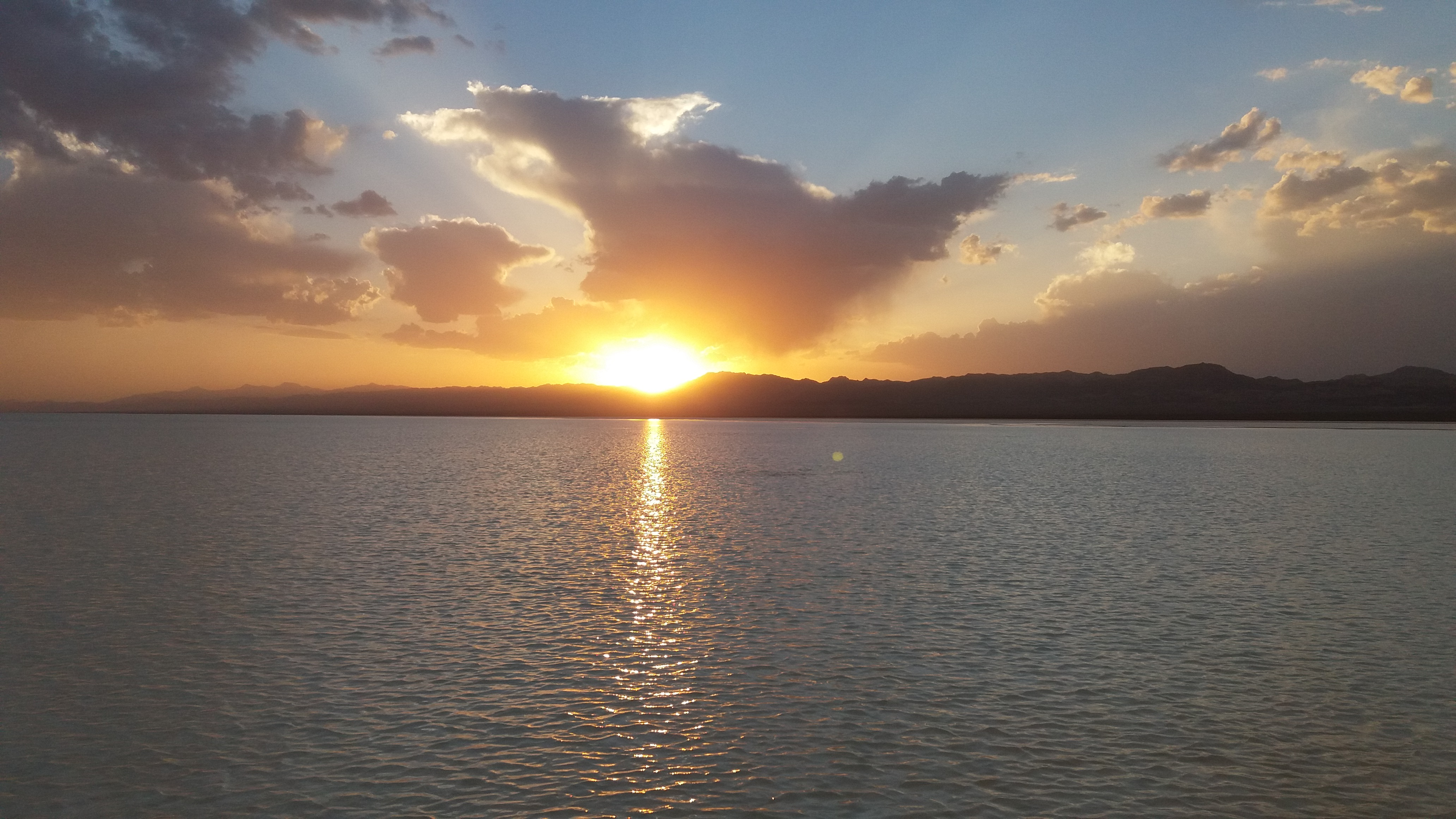
چشم‌انداز کفه نمکی بردسکن
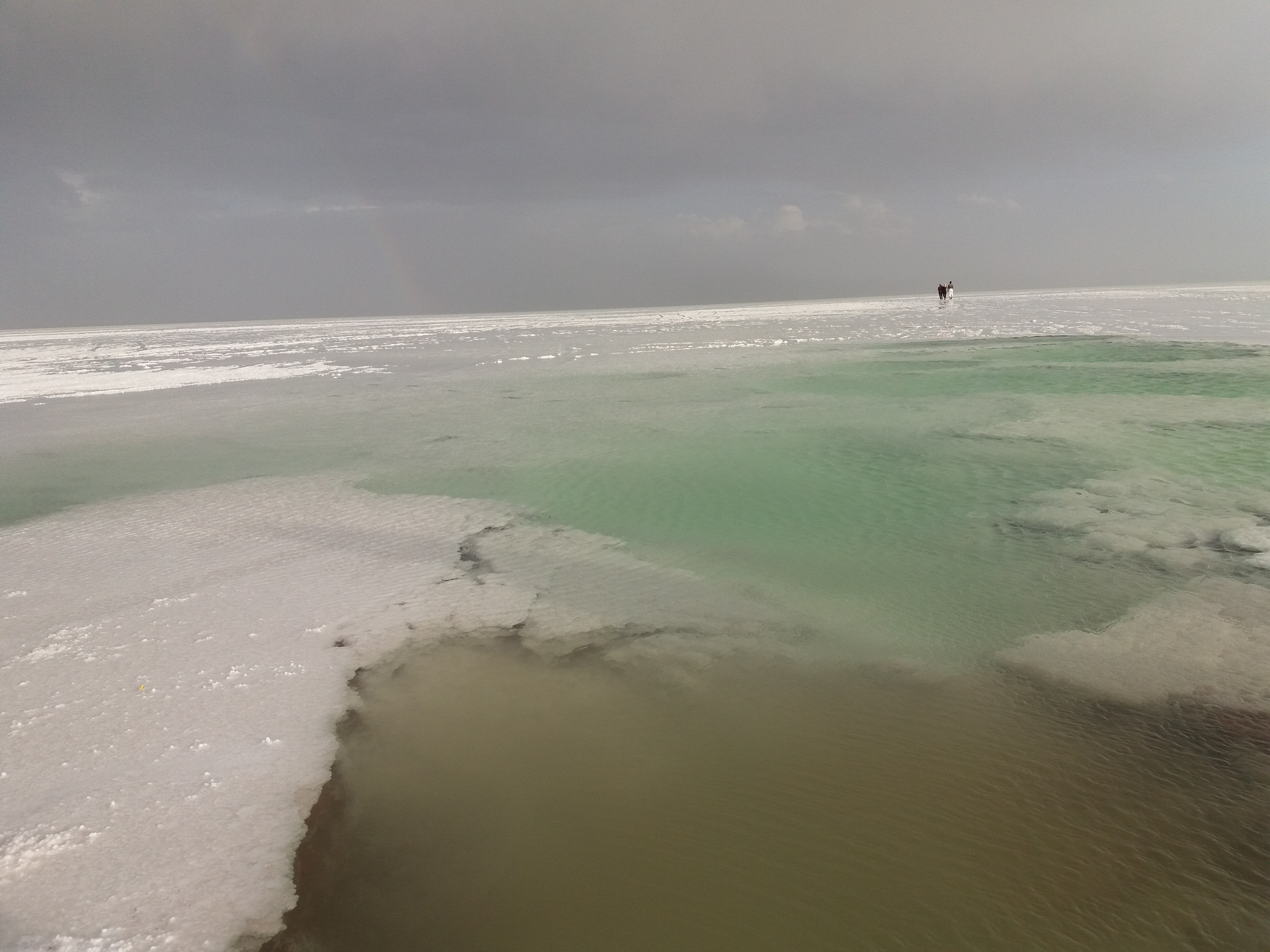
چشم‌انداز کفه نمکی بردسکن
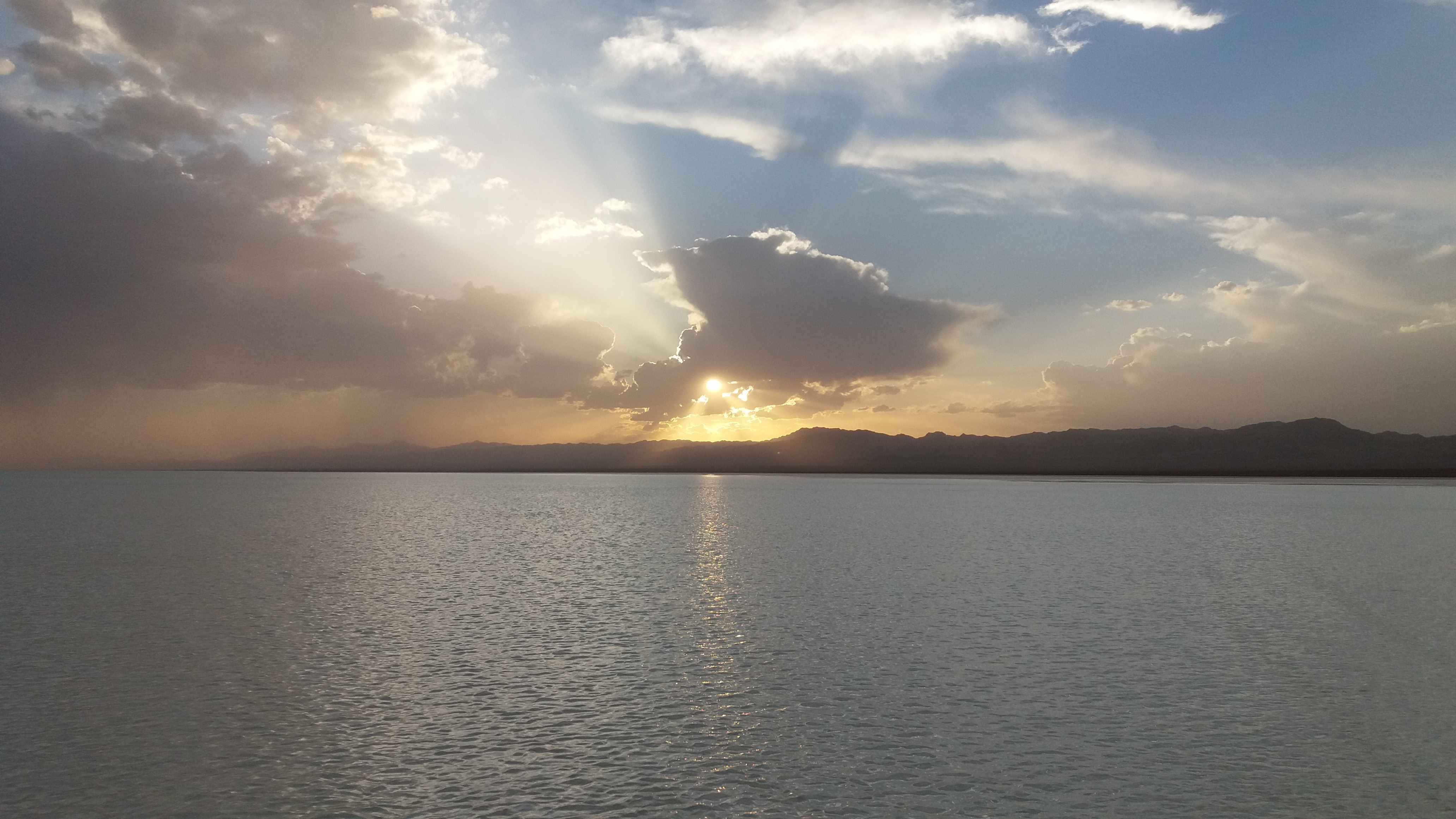
چشم‌انداز کفه نمکی بردسکن
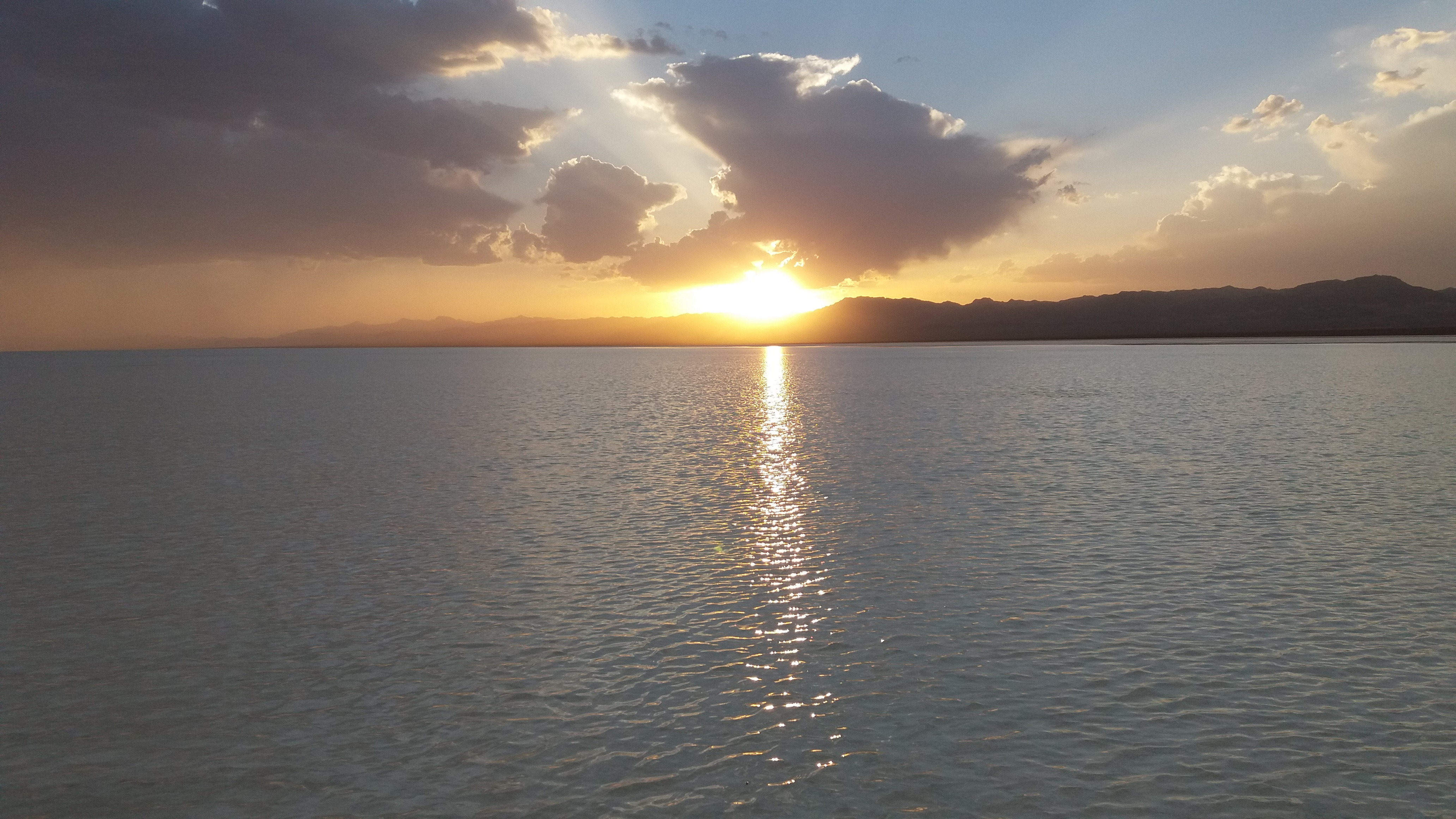
چشم‌انداز کفه نمکی بردسکن
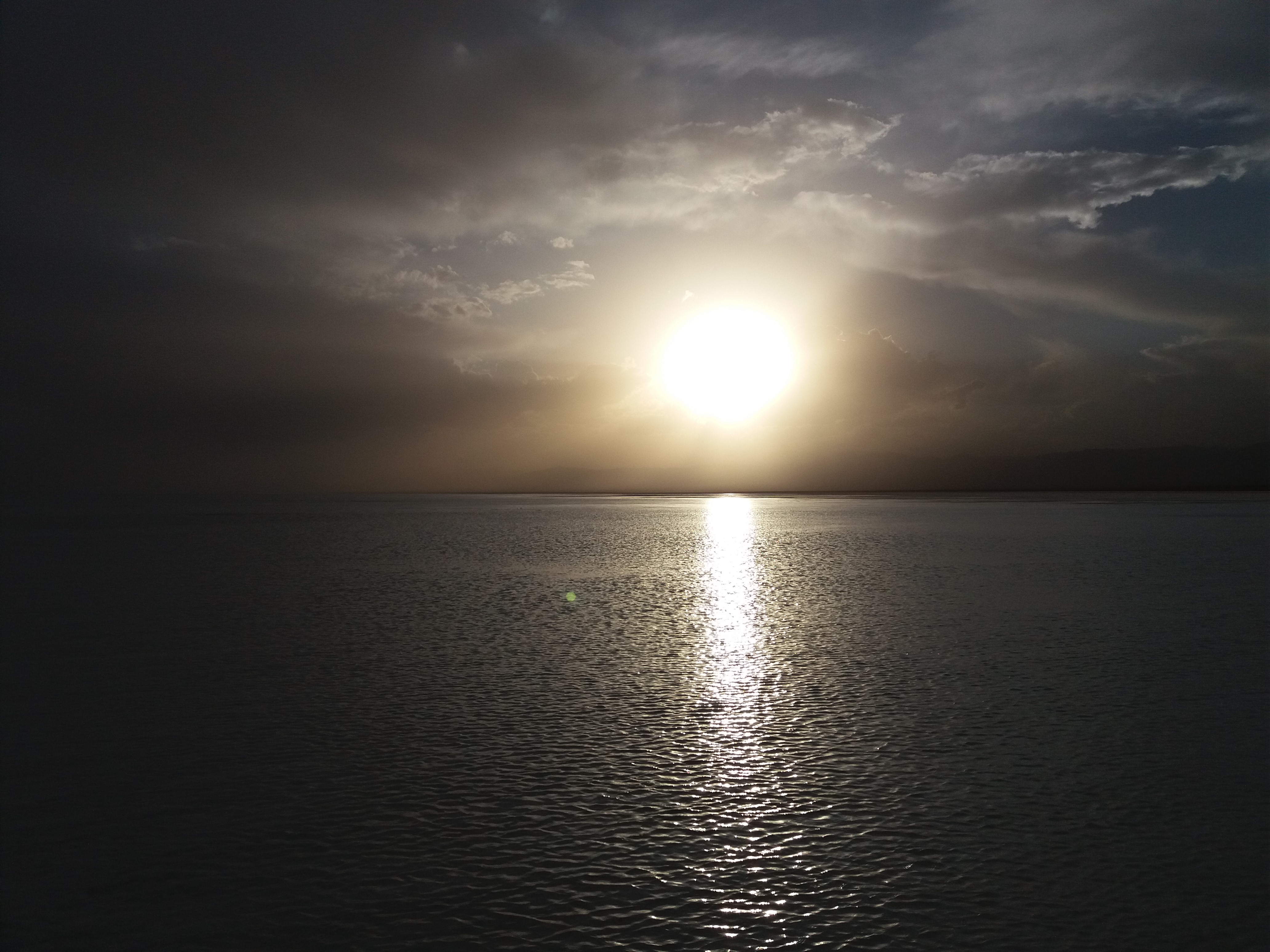
چشم‌انداز کفه نمکی بردسکن